# 马谢尔主义

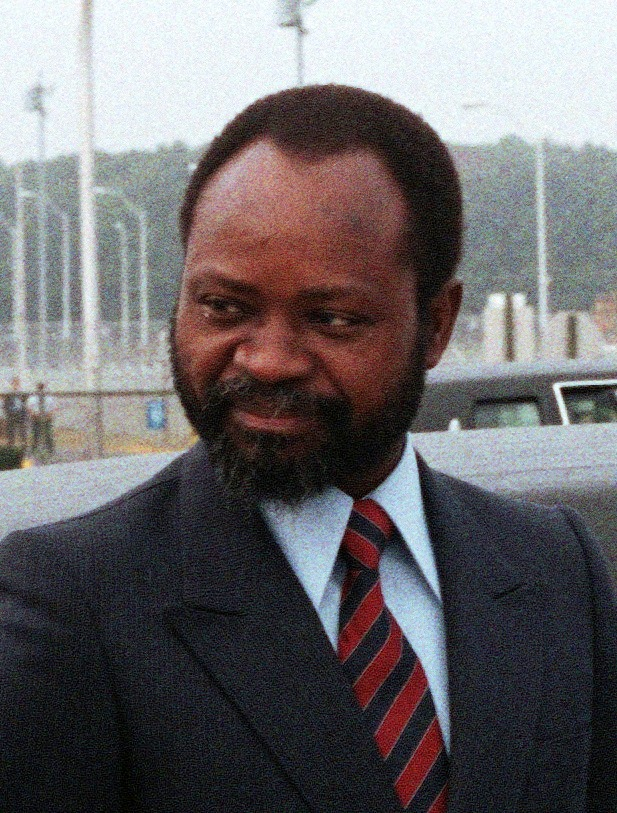
萨莫拉·马谢尔

马谢尔主义（葡萄牙語：Machelismo）是莫桑比克用来指代萨莫拉·马谢尔提出的思想的术语。马谢尔自1975年莫桑比克独立后担任总统，直至1986年去世。该思想体系起源于马克思列宁主义和苏联共产主义，它是马谢尔执政时期莫桑比克解放阵线党（莫解阵）的官方意识形态。
与大多数马克思主义思想一样，马谢尔主义主张建立国家财产制度以及以民主集中制为基础的政策，并致力于在莫桑比克建立社会主义国家，推进扫盲运动和消除贫困。然而，马谢尔的思想还表现出强烈的民族主义倾向，这种倾向源自莫解阵长期参与的独立战争，同时也含有较为模糊的泛非主义色彩。马谢尔主义坚决反对部族主义和非洲傳統宗教，追求建立并逐步形成莫桑比克独有的国家认同，这一点可以通过马谢尔的一句话表达出来：“为了国家的生存，部族必须消亡。”
该术语通常由马克思列宁主义的批评者使用，例如反对派组织莫桑比克全國抵抗领导人阿方索·德拉卡马；也包括那些反对马谢尔的民族主义思想的传统马克思主义者；或者是认同其继任者若阿金·希薩諾主张的社会民主主义的莫解阵解放阵线成员，他们反对马谢尔执政时期莫解阵过于激进的左翼路线。因此，“马谢尔主义”或“马谢尔派”这个名称往往带有贬义色彩，马谢尔的支持者们也很少使用这一称呼。